# Top of the World (låt av Brandy Norwood)
"Top of the World" är en låt framförd av den amerikanska sångaren och skådespelaren Brandy Norwood. Den skrevs av Rodney "Darkchild" Jerkins, Fred Jerkins III, Mason Betha, LaShawn Daniels, Traci Hale, Isaac Phillips och Nycolia Turman. Låten producerades av Norwood och Jerkins till hennes andra studioalbum Never Say Never (1998). "Top of the World" är en R&B och hiphop-låt med inslag av funk som gästas av den amerikanska rapparen Mase. Norwood sjunger om sitt kändisskap och frustration över att hennes liv är till allmänhetens beskådan. 1998 producerade Jerkins en remixversion av låten som gästades av de latinamerikanska rapparna Big Pun och Fat Joe.
"Top of the World" gavs ut som albumets andra singel den 14 juli 1998 som uppföljare till Norwoods internationella superhit "The Boy Is Mine" (framförd med Monica Arnold). "Top of the World" blev en hit i Storbritannien där den nådde andraplatsen på singellistan UK Singles Chart. Den var också framgångsrik i Nya Zeeland där den nådde plats 11 och i Irland där den nådde plats 18. Atlantic beslutade att aldrig ge ut låten kommersiellt i USA då de istället ville öka försäljningen av Never Say Never som kommit i skymundan av "The Boy Is Mine". "Top of the World" nådde plats 44 på Billboards radiolista Hot 100 Airplay.
Musikvideon till "Top of the World" regisserades av Paul Hunter i juni 1998 och blev en stor framgång på musikvideokanalerna BET och MTV. I videon svävar Norwood i luften där hon gör kullerbyttor och andra gymnastiska rörelser. Hon framförde låten live vid den amerikanska prisceremonin MTV Movie Awards och remixversionen tillsammans med Big Pun och Fat Joe på Soul Train Awards som sändes 1999. Norwood uppträdde med låten på sin första världsturné Never Say Never World Tour (1998–1999), TV-specialen Brandy in Concert: A Special for the Holidays (1999) och på sin andra världsturné Human World Tour (2009) där den ingick i ett "1990-tals medley".

## Bakgrund
Den amerikanska sångaren och skådespelaren Brandy Norwood släppte sitt andra studioalbum Never Say Never den 9 juni 1998. Under tiden mellan utgivningen av albumet och den självbetitlade debuten (som släpptes 1994) ökade artisten sin popularitet med en framgångsrik skådespelarkarriär. Hon fick huvudrollen i TV-serien Moesha och spelade Askungen i den Emmy-belönade filmen med samma namn (1997). När Norwood började arbeta på sitt andra studioalbum ville hon skapa vuxnare material än på debuten, inspirerad av idolerna Mariah Carey och Whitney Houston. Hon anlitade nykomlingen Rodney "Darkchild" Jerkins för att producera större delen av albumets innehåll. Norwood och Jerkins hade bra personkemi vilket ledde till fortsatta samarbeten på flera av sångarens senare studioalbum. I en intervju med Complex Magazine förklarade hon: "Det är så viktigt i musiken; att ha kemi med din producent. Jag kunde göra många olika typer av låtar tillsammans med Rodney. Han hjälpte mig att hitta min röst." I samband med utgivningen av Never Say Never blev Norwood ett popfenomen och en av de mest framgångsrika kvinnliga sångarna under 1990-talet.

## Inspelning och remixversion
"Vi befann oss i rätt zon, Rodney och jag, i den eran. Jag saknar den zonen... Jag saknar 90-talet också men jag skulle ändå inte vilja gå tillbaks dit."
"Top of the World" skrevs av Fred Jerkins III, Mason Betha, LaShawn Daniels, Traci Hale, Isaac Phillips, Nycolia Turman och Rodney "Darkchild" Jerkins. Musiken skapades av Jerkins och Norwood och låten spelades in av Jean-Marie Horvat, LaShawn Daniels, Rick Sigel och Jerkins vid Pacifique Recording Studios i North Hollywood, Kalifornien. Sångproduktionen och arrangemangen skapades av Fred Jerkins, Daniels och Rodney Jerkins. Låten ljudmixades av Dexter Simmons, assisterad av Brian Young vid Larabee North Studios i North Hollywood. I en intervju flera år efter skapandet av "Top of the World" sa sångaren: "Den var väldigt annorlunda jämfört med 'The Boy Is Mine' men producerade ändå av Rodney Jerkins. Vi prövade olika saker och det vi kom fram till funkade."
I september 1998 rapporterade MTV att Jerkins producerat en "Darkchild Remix" av "Top of the World" som gästades av de latinamerikanska rapparna Big Pun och Fat Joe. Versionen, som pågår i fem minuter och femton sekunder (5:15) inkluderades på Norwoods första EP; U Don't Know Me (Like U Used To) – The Remix EP (1999) och Big Puns samlingsalbum Endangered Species (2001).

## Komposition
"Jag älskade Bad Boy. Jag älskade Mase' låtar, jag älskade Biggies låtar, jag älskade Total, Faith, allt som dom gjorde. Jag hade alla deras album. Men jag är ju också en hiphop-fantast, så all den musiken tilltalade mig. Det var en rörelse, en stryka och jag var så glad att få jobba med Mase [...]"
"Top of the World" är en R&B och hiphop-låt med inslag av funk. Midtempo-produktionen pågår i fyra minuter och fyrtioen sekunder (4:41). Låten har "minimalistiska grooves" och "skälvande" beats. I en recension av Never Say Never ansåg Daryl Easlea från BBC Music att "Top of the World" var ett exempel på Norwoods "lugna stil" som "berörde lyssnaren" på ett "unikt sätt".
Norwood sjunger om sitt kändisskap och frustrationen över att hennes liv är till allmänhetens beskådan. I refrängen klargör artisten: "I'm just trying to be me/ Doing what I got to do/ Some people think that I'm/ Just sittin on top of the world". I senare verser sjunger Norwood: "I wish that you could know the truth/ My life is real so please don't get it twisted". Låten gästas av den amerikanska rapparen Mase vilket Billboard ansåg var ett "trend-medvetet drag". Om inkluderingen av Mase sa hon: "Vi tyckte att Mase skulle vara perfekt för låten och den lät lite grann som Bad Boy blandat med det jag och Rodney gjorde."

## Lansering och mottagande
Huvudsingeln från Never Say Never var "The Boy Is Mine", en duett med Monica Arnold, som låg tretton raka veckor som etta på amerikanska singellistan Billboard Hot 100 och blev en av de största duetterna i amerikansk musikhistoria. Albumspåret "Top of the World" gavs ut som albumets andra internationella singel den 14 juli 1998. 18 juli 1998 meddelade Billboard att låten inte skulle ges ut som en kommersiell singel i Nordamerika då Atlantic Records istället ville fokusera på försäljningen av Never Say Never som kommit i skymundan av "The Boy Is Mine".
I en recension skrev Stephen Thomas Erlewine från AllMusic: "Den mjuka duetten med Monica, 'The Boy Is Mine', och den trippande 'Top of the World' (som innehåller rapverser från Mase) är två exempel på vad Brandy kan uppnå när allt är på rätt plats." Han avslutade: "Dessa låtar gör Never Say Never mera äventyrlig än hennes debut." I sin recension av Never Say Never skrev Larry Flick från Billboard: "Med allt innehåll i åtanke är det 'Top of the World' som kommer att få miljoner ögon och öron att fokusera på Brandys nya album." En recensent vid tidskriften The Spokesman var positiv till Never Say Never och även "Top of the World": "Låten med Mase är hypnotisk med dess tema – livet är hårt, kändisskap är hårdare – känns något överspelat". I december 1998 meddelade Billboard Magazine att låtskrivaren Nycolia Turman vunnit en SESAC Award i kategorin "Performance Activity" för hennes bidrag till "Top of the World".

## Kommersiell prestation
Då "Top of the World" inte gavs ut som en kommersiell singel fick den, med dåvarande regler, varken listas på Billboards Hot 100-lista eller R&B-listan Hot R&B/Hip-Hop Songs. Den 4 juli gick den in på plats 73 på förgreningslistan Hot 100 Airplay. Efter en medioker klättring på endast två placeringar fram till 11 juli gjorde låten ett större hopp i tredje veckan på listan, då den noterades på plats 58. Efter tio veckor nådde "Top of the World" plats 44 vilket blev dess topposition på listan. Singeln presterade avsevärt bättre på R&B-listan Hot R&B Airplay där den gick in på plats 31 den 27 juni 1998. De två följande veckorna gjorde låten stora hopp på listan; mot veckoslutet den 4 juli noterades den på plats 22 och den 11 juli på plats 12. Den 25 juli nådde "Top of the World" topp-tio på listan. Den 5 september 1998 klättrade låten slutligen till fjärdeplatsen, vilket blev dess topposition på listan. Den 21 november rankades låten på andraplatsen på Billboards förgreningslista Hot R&B Recurrent Airplay efter att ha fallit ur topp-50 på Hot R&B/Hip-Hop Airplay-listan.
"Top of the World" hade större framgångar i Europa och Oceanien där den nådde topp-tjugo i tre länder. I Storbritannien blev singeln en av Norwoods största hits och hennes andra topp-tio hit i rad efter "The Boy Is Mine". Den gick in på andraplatsen på UK Singles Chart den 10 oktober 1998. Låten tillbringade sammanlagt nio sammanhängande veckor på listan. Sista gången den noterades var på plats 85 den 16 januari 1999. "Top of the World" mottog ett silvercertifikat av British Phonographic Industry den 23 september 1998. "Top of the World" gick in på plats 20 på Nya Zeelands singellista utfärdad av RIANZ den 18 oktober 1998. Den nådde plats 11 den 1 november 1998 vilket blev dess topposition på listan. Följande vecka tappade låten två placeringar och efter ytterligare en vecka föll den ur topp-20. Singeln noterades på plats 15 den 22 november och behöll den positionen ytterligare en vecka. Den tillbringade sammanlagt 16 sammanhängande veckor på listan. Låten gick in på Irlands singellista utfärdad av IRMA den 8 oktober 1998. Den nådde som högst plats 18 på singellistan och tillbringade sex veckor på den. "Top of the World" nådde topp-40 i Australien och Frankrike.

## Musikvideo och liveframträdanden

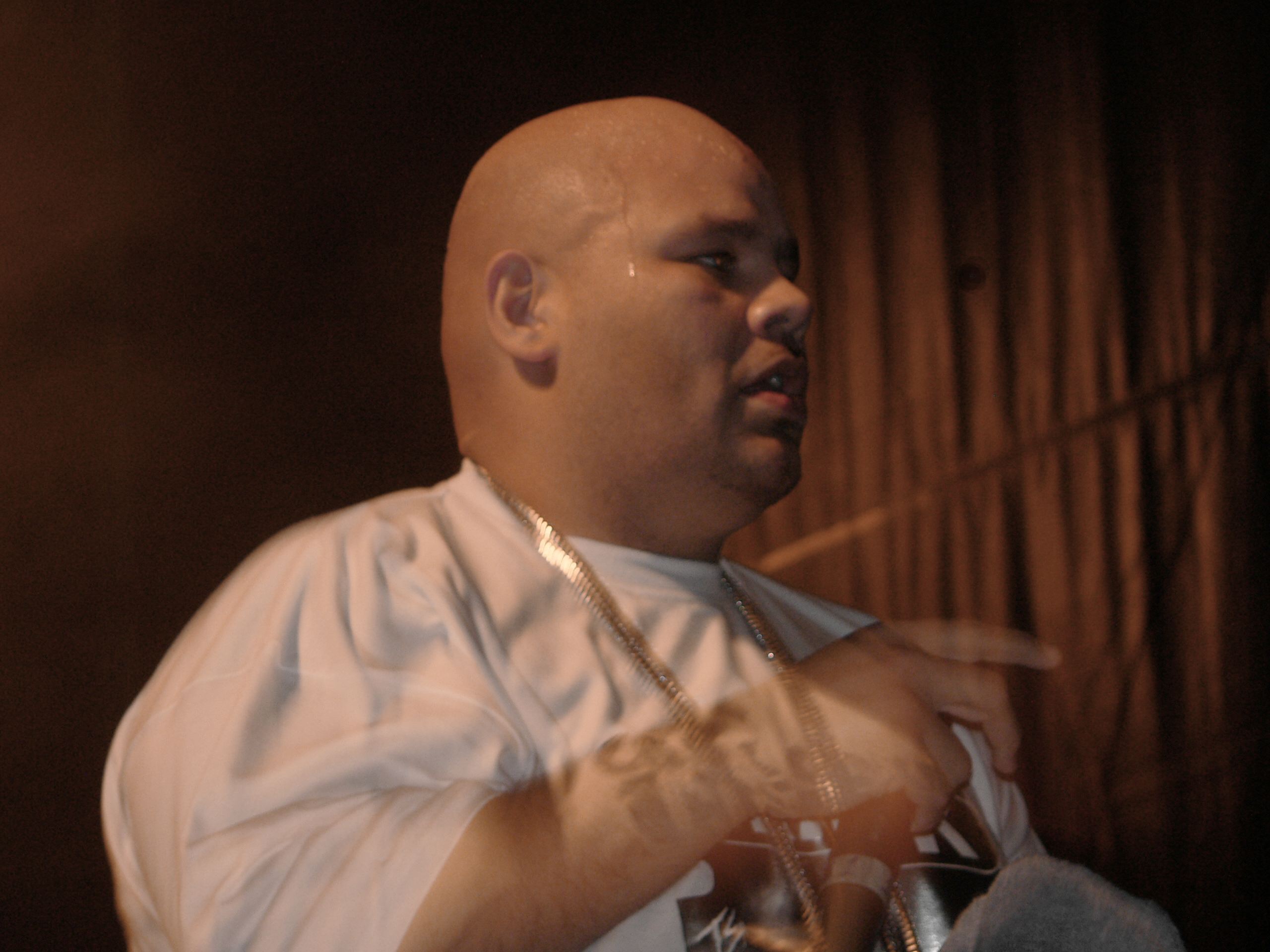
Fat Joe framförde remixversionen av låten tillsammans med Norwood vid Soul Train Music Awards 1998.

Musikvideon till "Top of the World" skapades av den amerikanska regissören Paul Hunter och filmades den 31 juli 1998. I videon svävar Norwood i luften där hon gör kullerbyttor och andra gymnastiska rörelser. Hon ses ovanför lyktstolpar och bilar och balanserar vertikalt och horisontellt på skyskrapor och andra byggnader medan förbipasserande stannar och stirrar. Den 15 augusti nådde videon topp-tio på BET. Följande vecka nådde den sjätteplatsen på samma lista och rankades då även på plats 13 på MTV.
Norwood framförde "Top of the World" tillsammans med Mase vid den amerikanska prisceremonin MTV Movie Awards som sändes den 30 maj 1998 och remixversionen tillsammans med Big Pun och Fat Joe vid Soul Train Awards som sändes på BET 1999. Under Norwoods internationella världsturné Never Say Never World Tour som inleddes mot slutet av 1998 framförde hon en alternativ soloversion av låten. Den 20 november 1999 sändes en TV-special med namnet Brandy in Concert: A Special for the Holidays där hon framförde samma version. I sin andra världsturné, Human World Tour, som pågick under 2009 framförde Norwood låten som en del av en "1990-tals medley".

## Format och låtlistor
| - Amerikansk CD-singel (I) 1. "Top of the World" (edit; featuring Mase) – 4:11 2. "Top of the World" (no rap edit) – 3:22 3. "Top of the World" (instrumental) – 4:41 - Amerikansk CD-singel (II) 1. "Top of the World Part II" (club mix; featuring Fat Joe & Big Pun) – 5:15 2. "Top of the World Part II" (instrumental) – 5:15 3. "Top of the World Part II" (radio version; featuring Fat Joe & Big Pun) – 4:07 4. "Top of the World Part II" (acapella; featuring Fat Joe & Big Pun) – 5:05 | - Brittisk CD-singel 1. "Top of the World" (edit; featuring Mase) – 4:11 2. "Top of the World" (no rap edit) – 3:22 3. "Top of the World" (instrumental) – 4:41 - Europeisk Remix CD/Maxi-singel 1. "Top of the World" (part II club mix; featuring Fat Joe & Big Pun) – 5:15 2. "Top of the World" (album version; featuring Mase) – 4:40 3. "Top of the World" (part II club mix instrumental) – 5:16 4. "Top of the World" (a cappella; featuring Mase) – 4:27 5. "Top of the World" (Boogiesoul Club remix; featuring Mase) – 6:45 6. "Top of the World" (Boogiesoul Club instrumental) – 6:25 7. "Top of the World" (part II a cappella; featuring Fat Joe & Big Pun) – 5:05 |

## Medverkande
Information hämtad från studioalbumets skivhäfte:
- Brandy Norwood – huvudsång, bakgrundssång, sångproducent
- Mase – rap
- Rodney "Darkchild" Jerkins – alla instrument, låtskrivare, producent, sångproducent, sångarrangemang, inspelning
- Fred Jerkins III – låtskrivare, sångproducent, sångarrangemang,
- LaShawn Daniels – låtskrivare, sångproducent, sångarrangemang, inspelning
- Traci Hale – låtskrivare
- Isaac Phillips – låtskrivare
- Mason Betha – låtskrivare
- Nycolia Turman – låtskrivare
- Jean-Marie Horvat – inspelning
- Rick Sigel – inspelning
- Dexter Simmons – ljudmix
- Brian Young – ljudmix (assistans)

## Topplistor

### Veckolistor
| Lista (1998)                          | Topplacering |
| ------------------------------------- | ------------ |
| Australien (ARIA)                     | 39           |
| Nederländerna (Dutch Top 40)          | 52           |
| Frankrike (SNEP)                      | 39           |
| Tyskland (Media Control AG)           | 42           |
| Irland (IRMA)                         | 18           |
| Kanada (RPM Singles Chart)            | 22           |
| Nya Zeeland (Recorded Music NZ)       | 11           |
| Sverige (Sverigetopplistan)           | 52           |
| Schweiz (Schweizer Hitparade)         | 42           |
| Storbritannien (UK Singles Chart)     | 2            |
| Storbritannien (UK R&B Singles Chart) | 1            |
| USA Hot 100 Airplay (Billboard)       | 44           |
| USA Hot R&B Airplay (Billboard)       | 4            |
| USA Rhythmic Top 40 (Billboard)       | 10           |

## Certifikat och försäljningssiffror
| Storbritannien (BPI)            | Silver | 200 000^ |
| ^siffror baserade på certifikat |        |          |